# Frydrychowo (Parchowo)
Frydrychowo (dodatkowa nazwa w j. kaszub. Fridrichòwò) – przysiółek wsi Parchowo w Polsce, położony w województwie pomorskim, w powiecie bytowskim, w gminie Parchowo.
W latach 1975–1998 przysiółek należał administracyjnie do województwa słupskiego.
Przysiółek jest położony nad zachodnim brzegiem jeziora Mausz, na zachodnim skraju Pojezierza Kaszubskiego. Jest uważany jako dobre letnisko.